# Виатикум
Виатикум, редко и неверно беатикум (лат. viaticum, от via — путь, дорога) — деньги, необходимые для путешествия, или дорожное пособие. У католиков так называется причастие, даваемое как бы в напутствие умирающему.
В начале XX века так называлось дорожное пособие, выдававшееся членам профсоюза капиталистических стран, в случае поиска работы для покрытия дорожных затрат. Его размеры зависели от протяжённости расстояния. Пособием также считались обеды и ночлег при передвижениях. Выдавались профсоюзами Франции, Англии, Швейцарии, Швеции и других стран.
В СССР аналогичные формы материальной поддержки трудовых миграций существовали до конца 1920-х годов, вплоть до ликвидации безработицы. В связи с изменением источника финансирования дорожных расходов ищущим работу сам этот иноязычный термин вышел из употребления, и на место дореволюционного виатикума, выдававшегося из неких «особых фондов» прежних профсоюзов, пришли понятия «дорожной помощи», а затем подъёмных. Как писала в 1928 году «Большая советская энциклопедия»:

В профсоюзах СССР особых фондов для этого вида помощи нет; дорожная помощь выдаётся из общего фонда помощи безработным— Большая советская энциклопедия, 1-е изд., Т. 10 Венгрия – Вильно, стлб. 644.
В те, годы выдача дорожной помощи в СССР широко практикуется в союзе железнодорожников. БСЭ добавляет, что в СССР «кроме денежной помощи безработный, переезжающий с места на место в поисках работы, получает даровый ж.-д. билет».
По окончании нэпа, с переходом к новому механизму хозяйствования, профсоюзы снимают с себя бремя компенсации дорожных расходов, которые полностью принимает на себя и гарантирует государство. В частности ст. 81 КЗоТ России вплоть до 2002 года гарантировала рабочим и служащим, командируемым по делам службы, «суточные в размере не ниже 1/24 месячного заработка в день; кроме того, компенсируются расходы, связанные с командировкой, в порядке и размерах, устанавливаемых Народным Комиссариатом Труда». Кроме того, в соответствии со ст. 82 КЗоТ РСФСР
При переводе рабочего или служащего, по распоряжению администрации учреждения или предприятия, с одного места на другое, связанном с переменой местожительства (ст. 37), ему возмещаются расходы по переезду и выдаются суточные за время переезда и дополнительно за шесть дней в размере не ниже 1/24 месячного заработка в день; кроме того, ему выдаётся единовременное пособие в размере его месячного оклада по месту прежней службы, а в случае переезда с ним членов его семьи, дополнительное единовременное пособие в размере не ниже 1/4 месячного заработка на каждого члена семьи.